# Alain Manoukian
Alain Manoukian (* 19. Februar 1946 in der Armenischen SSR) ist ein aus Armenien stammender französischer Modeschöpfer. Sein 1973 gegründetes gleichnamiges Modelabel mit Sitz in Tain-l’Hermitage nahe Lyon und weit über 100, teilweise unternehmenseigenen, teilweise im Franchisesystem geführten Outlets in Europa zählt zu den größten französischen Vertreibern von Konfektionsbekleidung. Unter dem Label werden auch Accessoires vertrieben. 2000 erzielte die Manoukian-Gruppe mit rund 1000 Angestellten erstmals einen Umsatz von über 1 Milliarde Französischer Franc, 2001 160,79 Millionen Euro. Nach einem starken Umsatzrückgang in den Folgejahren belief er sich 2004 noch auf 134,3 Millionen Euro, womit Manoukian in der Rangliste aller europäischen Bekleidungslieferanten, aufgestellt von der Fachzeitschrift Textilwirtschaft, Platz 80 belegte. Etwa zwei Drittel des Umsatzes der Gruppe werden im Einzelhandel generiert.